# Францішек Богушевич
Франці́шек Бенеди́кт Богуше́вич (псевдо: Мацей Бурачок, Сымон Рэўка з-пад Барысава; біл. Багушэвіч, Францішак Бенедыкт; Bahuševič, Francišak Bieniedykt; 9 (21) березня 1840, Свіроніс — 15 (28) квітня 1900, Кушляни) — білоруський поет, один з засновників нової білоруської літератури.

## Біографія
Народився на фільварку Свіроніс на Віленщині (нині Вільнюський район Вільнюського повіту, Литва) в сім'ї збіднілого шляхтича. Вчився в Петербурзькому університеті, звідки був виключений за участь у студентських заворушеннях. Брав участь у повстанні 1863, після розгрому якого, переховуючись від переслідувань, виїхав до України. Закінчив Ніжинський юридичний ліцей (1868), працював судовим слідчим у Конотопі, з 1878 був адвокатом у Вільно.
Помер 28 квітня 1900 року в с. Кушляни (нині Сморгонський район, Гродненська область, Білорусь).

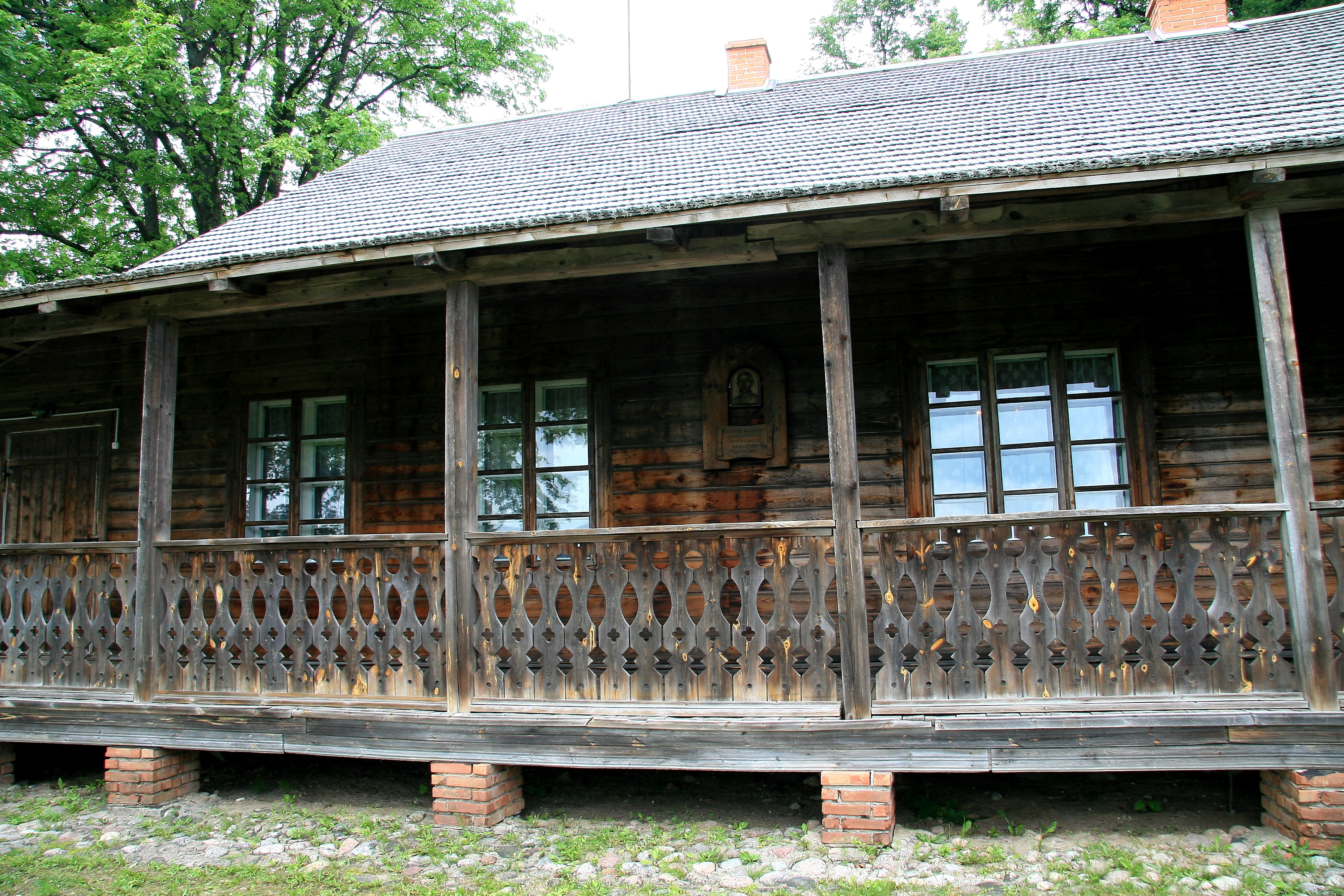
Дім-музей Францішка Богушевича в селі Кушляни.

## Творчість
Почав писати вірші, які поширювалися в рукописах. Перша збірка — «Дудка білоруська» (1891), друга — «Смик білоруський» (1894). Перший з білоруських письменників виступив на захист рідної мови і самобутності національної літератури, впровадив у білоруську літературу нові для неї форми вірша, розвивав жанр байки, балади, поеми.
Один із засновників реалізму в білоруській літературі. Його творчість тісно пов'язана з білоруським фольклором. Видав дві поетичні збірки «Дудка беларуская» та «Смык беларускі» в Австро-Угорщині. В основу мови його творів покладена північно-західна говірка білоруської.

## Твори
- Выбраныя творы, Мінск, 1946; (Український переклад — «Вибрані твори», за ред. П. Тичини. К., 1950)